# Coras furcatus
Espèce
Coras furcatus est une espèce d'araignées aranéomorphes de la famille des Agelenidae.

## Distribution
Cette espèce est endémique de Floride aux États-Unis,. Elle se rencontre dans le comté d'Alachua.

## Description
Le mâle holotype mesure 7,97 mm et les femelles de 8,60 à 10,52 mm.

## Publication originale
- Muma, 1946 : North American Agelenidae of the genus Coras Simon. American Museum novitates, no 1329, p. 1-20 (texte intégral).